# Marc-Antoine Laugier
Marc-Antoine Laugier ( Manosque, Provença, 22 de janeiro de 1713 – Paris, 5 de abril de 1769) foi um padre jesuíta até 1755, depois um monge beneditino . Levando em conta Claude Perrault e inúmeras outras figuras, Summerson observa,
| “                | Marc-Antoine Laugier pode talvez ser considerado o primeiro filósofo da arquitetura moderna | ” |
| — John Summerson |                                                                                             |   |

Laugier é mais conhecido por seu Ensaio sobre Arquitetura publicado em 1753.  Em 1755, ele publicou a segunda edição com uma ilustração famosa e frequentemente reproduzida de uma cabana primitiva . A sua abordagem consiste em discutir alguns aspectos familiares da prática arquitetónica renascentista e pós-renascentista, que ele descreve como "falhas". Essas "falhas" induzem a observações sobre colunas, entablamento e frontões .

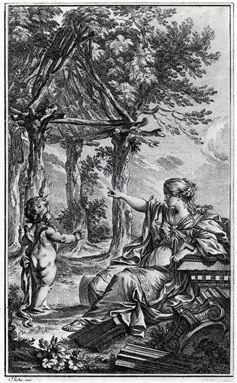
Essai sur l'architecture, frontispício de Charles-Dominique-Joseph Eisen

Em 1753, Laugier publicou anonimamente a primeira edição do Essai sur l'architecture, a que se seguiu em 1755 a segunda edição revista e assinada, imediatamente traduzida para inglês e alemão (em Itália, onde também obteve grande sucesso). Segundo o juízo de Laugier, magistralmente condensado no Essai, uma arquitectura para ser considerada de qualidade tem necessariamente de ser legitimada pela Natureza e pela Razão - tese que é grandemente influenciada pelo bom selvagem de Jean-Jacques Rousseau e do pensamento dos filósofos iluministas - e, além disso, deve ser absolutamente isento de todos aqueles elementos que, carecendo de conotações puramente estruturais, respondem exclusivamente a necessidades ornamentais e decorativas: «toda a beleza reside apenas no partes essenciais”, afirma Laugier sucintamente, com uma sensibilidade que se refere explicitamente às futuras reflexões arquitectónicas da Modernidade (que também se enxerta no “limite” vigente entre estética e funcionalismo). O ensaio influenciou fortemente a estética arquitectónica neoclássica, que começava a afirmar-se em oposição ao barroco e ao rococó, deixando a sua marca na produção de inúmeros designers, começando por Étienne-Louis Boullée; Laugier, entre outras coisas, foi também um dos primeiros a desvalorizar a arquitetura romana e a redescobrir a arquitetura grega e a ordem dórica, como fonte original do classicismo e a revalorizar a arquitetura gótica (em algumas passagens do tratado é mesmo levantada a hipótese de uma arquitetura sem ordem).
O edifício que mais respeita este binómio entre Natureza e Razão é, segundo Laugier, também aquele que serviu de núcleo gerador de toda a «magnificência da arquitectura», constituindo-se assim como um arquétipo: é o "cabana primitiva" . Neste sentido, é evidente a influência exercida pelo pensamento de Laugier sobre o tratadista francês Quatremère de Quincy, para quem a cabana - completamente isenta de defeitos e imperfeições, ao contrário dos outros dois arquétipos da caverna e da tenda, Memória egípcia e chinesa - foi a única obra de construção capaz de se estabelecer como um paradigma vencedor e de permitir um progresso qualitativo notável na arte da construção europeia, conduzindo ao desenvolvimento de todos os outros tipos de construção. Laugier condensou estas reflexões no famoso frontispício do 'Essai, uma magistral síntese gráfica das intenções e contradições do ensaio, onde encontramos uma jovem pomposa retratada sentada sobre as ruínas de alguma ordem clássica consumidas pela passagem inexorável do tempo: é uma personificação da Arquitetura, como podemos constatar pelo compasso e pelo esquadro (símbolos eternos desta profissão) que segura na mão. A matrona, envolta num vestido com mil drapeados («talvez uma referência à abundante indumentária teórica que distingue esta disciplina» observa Gaiani), aponta para um génio alado e rechonchudo (inflamado por uma chama na testa, para simbolizar o seu desejo incandescente pelo saber) precisamente a cabana acima referida, formada por uma estrutura robusta de estruturas de madeira sobre a qual se erguem alguns ramos de árvores dispostos numa coruchéu.